# Bento Munhoz da Rocha
Bento Munhoz da Rocha Neto (Paranaguá, 17 de dezembro de 1905 — Curitiba, 12 de novembro de 1973) foi um engenheiro, professor, escritor, sociólogo e político brasileiro.
Foi deputado federal de 1946 a 1950, quando foi eleito governador do estado do Paraná, governando de 31 de janeiro de 1951 a 3 de abril de 1955.
Em 1955 assumiu o Ministério da Agricultura, e de 1958 a 1962 foi deputado federal.

## Biografia
Filho de Caetano Munhoz da Rocha, presidente do Estado por duas vezes, nos anos 20. Engenheiro civil, formado pela Escola de Engenharia da Universidade Federal do Paraná, intelectual, ensaísta e professor, presidiu o Instituto Histórico, Geográfico e Etnográfico do Paraná. Lecionou História da América na Universidade Federal do Paraná, Sociologia na Universidade Católica e Economia Política na Faculdade de Engenharia.

### Carreira política
Foi deputado federal constituinte de 1946 a 1951, quando foi eleito governador do Estado do Paraná e, em 1955, assumiu o Ministério da Agricultura, e de 1958 a 1963 foi deputado federal. Como deputado constituinte, foi primeiro secretário da Câmara Federal, sendo um dos líderes do movimento que extinguiu o Território do Iguaçu, criado pelo Estado Novo.

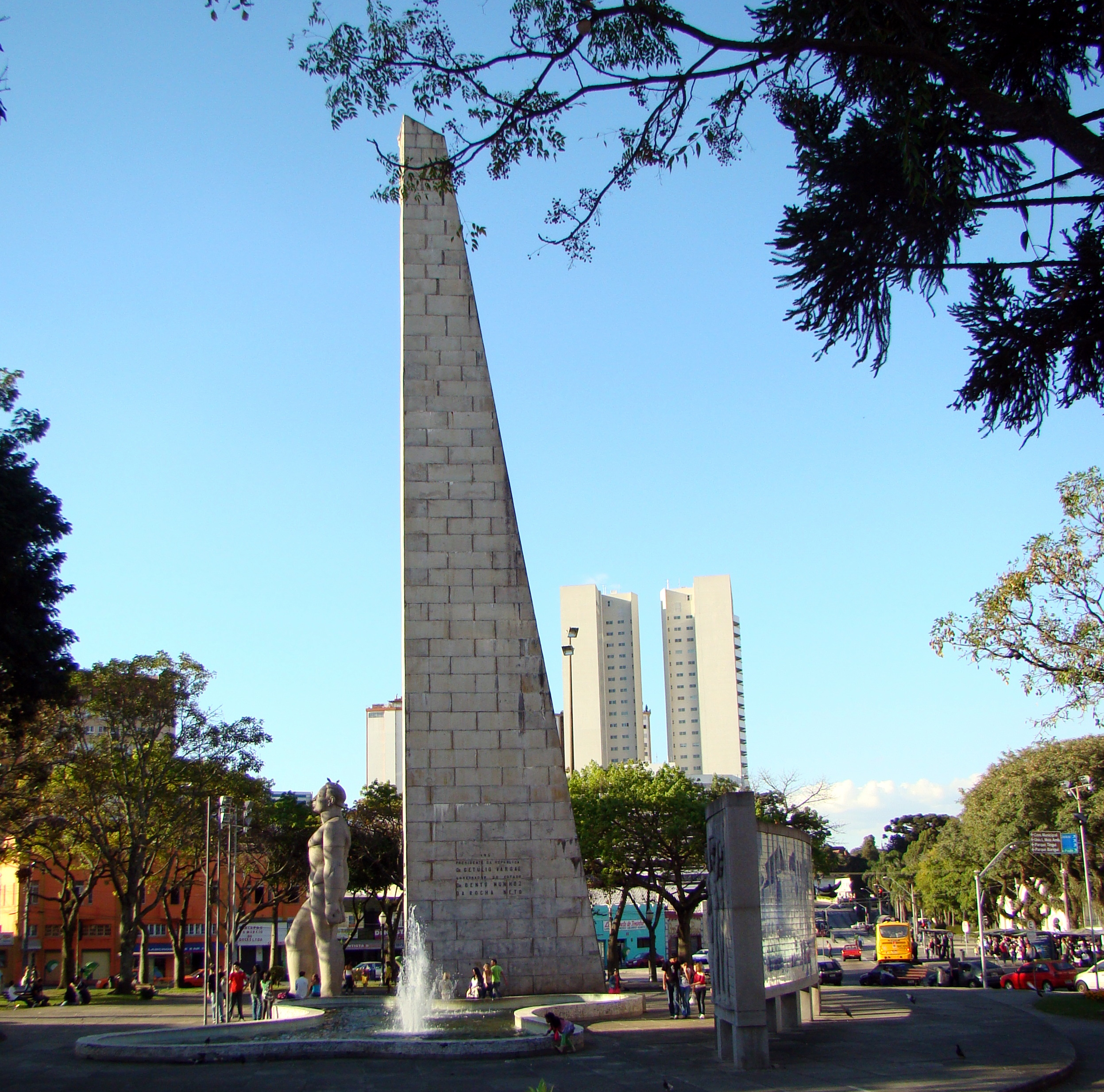
Obelisco de Curitiba na praça 19 de dezembro construído quando Bento Munhoz foi governador.

Eleito governador do Paraná por uma coligação de partidos para o quinquênio 1951–1955, não concluiu inteiramente seu mandato, renunciando à governança em 2 de fevereiro de 1955, para ser candidato à vice-presidência da República. Desarticulado o movimento, ocupou a Pasta da Agricultura, nos governos de Café Filho e Carlos Luz.

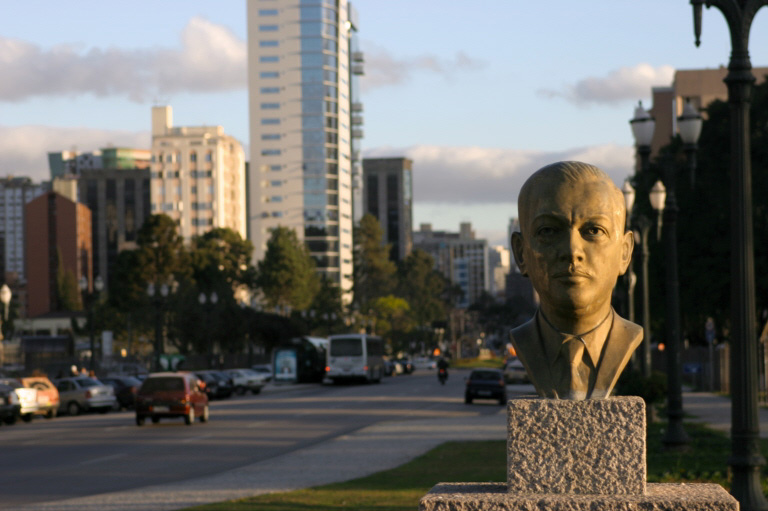
Busto de Bento Munhoz da Rocha, na Avenida Cândido de Abreu, bairro Centro Cívico (Curitiba), em Curitiba.

O Teatro Guaíra nasceu durante a gestão de Bento Munhoz da Rocha, governador do Paraná na época em que foi concebido o complexo do Guaíra. Visionário e idealista, ele também concebeu projetos como a construção da Biblioteca Pública do Paraná e do Centro Cívico – área que hoje reúne vários órgãos públicos estaduais, em Curitiba.
Como governador, criou a Fundação de Assistência ao Trabalhador Rural, a Secretaria do Trabalho e Assistência Social, iniciou a construção da Usina Termelétrica de Figueira, iniciou o asfaltamento de grandes rodovias no Estado, com o trecho Londrina–Apucarana. Construiu parte da então Estrada do Café, fundou a Copel (Companhia Paranaense de Energia Elétrica), fundou as Casas Rurais. Edificou o Palácio Iguaçu, e a Biblioteca Pública do Paraná; construiu centenas de grupos escolares, postos de puericultura, promovendo outros benefícios. Em seu governo comemorou condignamente o centenário da emancipação política do Estado (1953).

### Carreira literária
Projetou-se em âmbito nacional e internacional por sua fértil produção como ensaísta e sociólogo.
Entre suas catorze obras publicadas, destacam-se: Uma Interpretação das Américas (traduzida para o inglês), Radiografia de Novembro (2ª edição), Mensagem da América (traduzida para o inglês), Itinerário (2ª edição), Perfis, Tingüís e Presença do Brasil, entre outras.